# Derk-Jan Warrink
 (octobre 2018).
Si vous disposez d'ouvrages ou d'articles de référence ou si vous connaissez des sites web de qualité traitant du thème abordé ici, merci de compléter l'article en donnant les références utiles à sa vérifiabilité et en les liant à la section « Notes et références ».
Derk-Jan Warrink, né le 4 mai 1985 à  Amsterdam, est un producteur néerlandais.

## Filmographie
- 2010 : Bukowski de Daan Bakker[2]
- 2011 : Among Us de Marco van Geffen
- 2014 : In jouw naam de Marco van Geffen et Jean-Claude Van Rijckeghem[3]
- 2015 : Bloed, zweet & tranen de Diederick Koopal[4]
- 2015 : Boy 7 de Lourens Blok[5]
- 2017 : Catastrophe de Jamille van Wijngaarden[6]
- 2018 : Visite de Stijn Bouma
- 2018 : In Limbo de Jim Süter
- 2020 : Buladó d'Eché Janga
- 2022 : Pink Moon de Floor van der Meulen

## Distinctions
Derk-Jan Warrink a reçu le Veau d'or du meilleur film au titre de producteur pour le film Buladó.